# The Plow Woman
The Plow Woman er en amerikansk stumfilm fra 1917 af Charles Swickard.

## Medvirkende
- Mary MacLaren som Mary MacTavish
- Harry De More som Andy MacTavish
- Marie Hazelton som Ruth MacTavish
- Lee Shumway som Løytnant Jack Fraser
- Kingsley Benedict som Fraser